# Riccardo Mascheroni
Riccardo Mascheroni (Galliate, 31 dicembre 1945) è un ex calciatore italiano, di ruolo mezzala.
È figlio di Oliviero, fratello di Norberto (Mascheroni I), Mauro (Mascheroni II) e zio di Oliviero Jr, tutti calciatori. Nelle cronache citato anche come Mascheroni III.

## Carriera
Mascheroni iniziò la sua carriera nel Novara all'età di 15 anni. Debuttò in prima squadra a 17 anni continuando nel frattempo gli studi con l'obiettivo di frequentare la facoltà di medicina seguendo le orme del padre, medico, e dei due fratelli maggiori, anch'essi studenti in medicina.
Nel Novara rimase per cinque anni contribuendo alla promozione della squadra piemontese dalla Serie C alla Serie B avvenuta nella stagione 1964-1965.
Nel 1967-1968 il Genoa se lo assicurò per 80 milioni di lire promuovendolo stabilmente nell'undici titolare.
Nella stagione 1968-1969 andò a segno in 10 occasioni. Nel gennaio del 1970, in occasione dell'incontro Genoa-Reggiana, si infortunò seriamente al ginocchio.
La società ligure, che concluse il campionato di Serie B all'ultimo posto, lo cedette a fine torneo per 280 milioni al Varese, in cui non poté giocare per tutto il campionato 1970-1971. Il chirurgo ortopedico Trillat riuscì a rimetterlo in sesto con un intervento chirurgico al menisco.
Rientrato in squadra dopo un anno di inattività, Mascheroni riuscì a esordire in Serie A il 24 ottobre 1971 in occasione del pareggio interno col Torino e a disputare il campionato da titolare (21 presenze, con una rete nella sconfitta interna contro il Mantova); i lombardi conclusero il campionato con la retrocessione dopo l'ultimo posto. Confermato anche per la stagione successiva in Serie B, andò a segno in 8 occasioni. In seguito il Napoli lo acquistò nel 1973-1974. In Campania giocò 5 partite, di cui solo una da titolare.
Dopo l'esperienza campana militò nel Varazze ed infine nel Galliate.
In carriera ha totalizzato complessivamente 26 presenze ed una rete in Serie A e 169 presenze e 32 reti in Serie B.
Il Genoa lo ha inserito nella sua Hall of Fame.